# Flavobacteriales
Ordre
Les Flavobacteriales sont un ordre de bactéries.

## Liste des familles
Selon LPSN (3 mai 2024) :
- Blattabacteriaceae Kambhampati 2012
- Crocinitomicaceae Munoz et al. 2016
- Cryomorphaceae Bowman et al. 2003
- Flavobacteriaceae Reichenbach 1992
- Ichthyobacteriaceae Takano et al. 2016
- Parvicellaceae Lucena et al. 2022
- Schleiferiaceae Albuquerque et al. 2011
- Weeksellaceae García-López et al. 2020

## Taxonomie
Le nom correct complet (avec auteur) de ce taxon est Flavobacteriales Bernardet 2012.
Le genre type est : Flavobacterium Bergey et al. 1923.

### Étymologie
L'étymologie du nom de cet ordre est la suivante : N.L. neut. n. Flavobacterium, genre type de l'ordre; L. fem. pl. n. suff. -ales, suffixe pour définir un ordre; N.L. fem. pl. n. Flavobacteriales, l'ordre de Flavobacterium.